# Bergendals herrgård

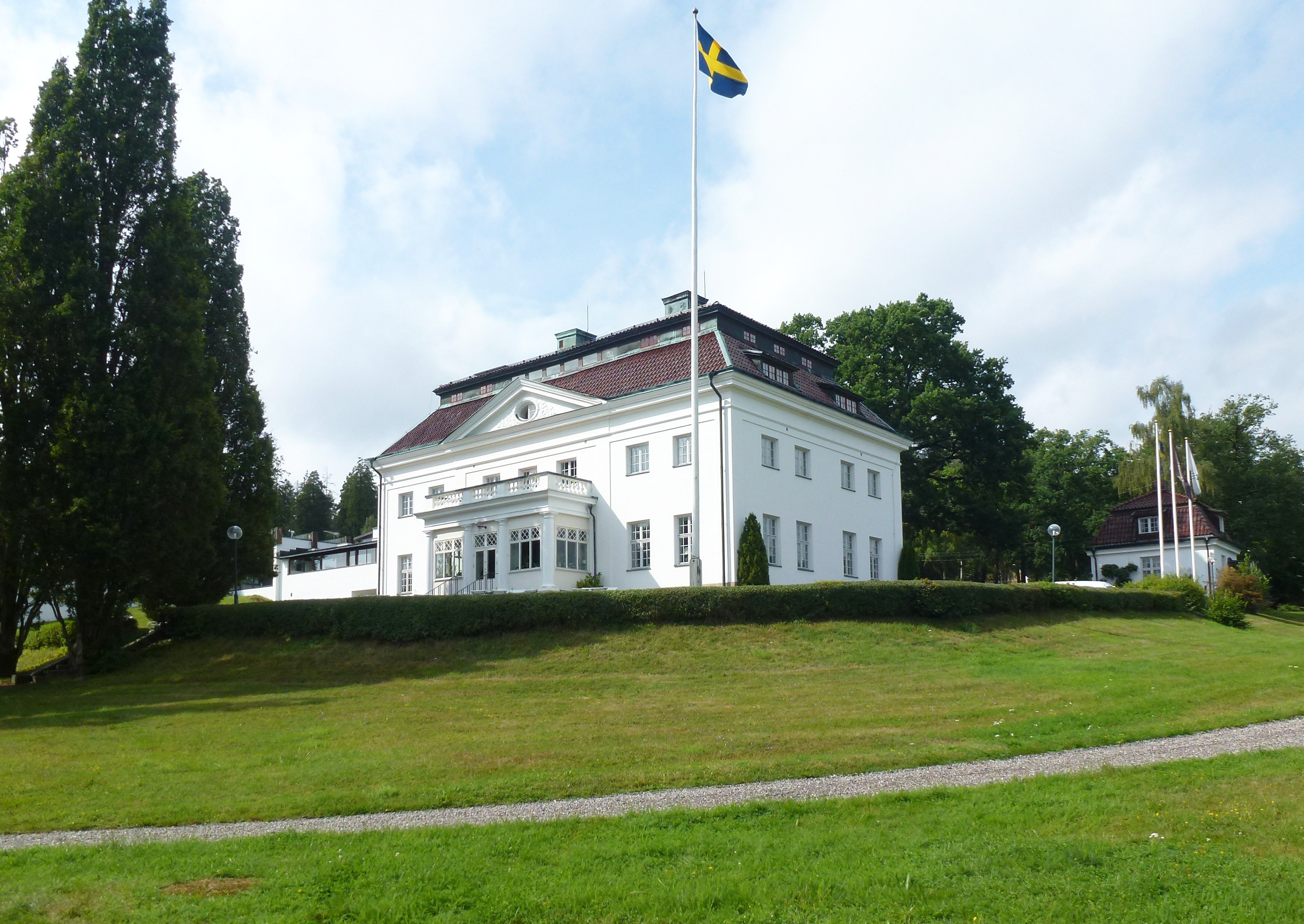
Bergendals herrgård, fasad mot sydväst, augusti 2014.

Bergendals herrgård är en byggnad vid östra sidan om Edsviken i Sollentuna kommun. Platsen är sedan 1650-talet känd genom ”Snickartorpet” och för den ståtliga herrgården som uppfördes 1913 på initiativ av godsägaren Ragnar Liljenroth. Idag ingår herrgården i Bergendal, en hotell- och konferensanläggning vid Landsnoravägen 110. ”Snickartorpet” har enligt Stockholms läns museum ett samhällshistoriskt värde.

## Historik

### Forntid och torpartid

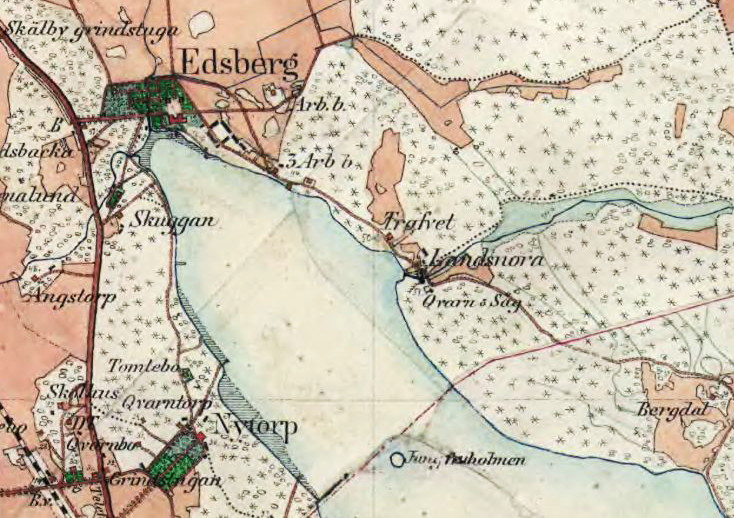
"Bergdal" på häradskartan, 1901.

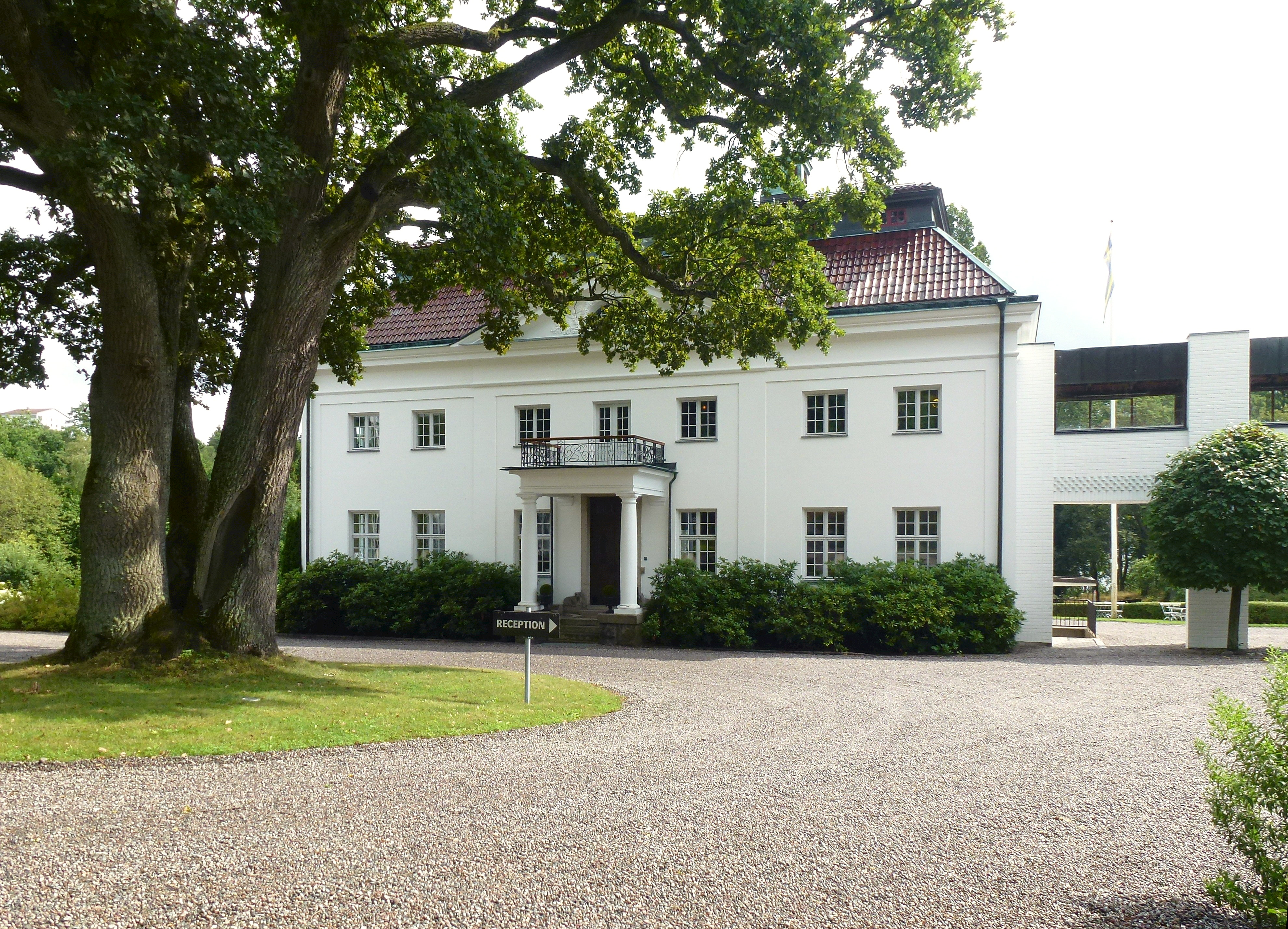
Herrgårdens huvudentré, augusti 2014.

Området har varit bebott i åtminstone 2500 år. Här finns lämningar av boplatser och gravar från järnåldern och här gick en vikingatida handelsled från Östersjön över Edsviken och sjön Norrviken till boplatserna vid Mälaren.
Intill nuvarande Landsnoravägen ligger ”Snickartorpet”, känt sedan 1650. Torpet hörde ursprungligen till Kummelby gård som låg på västra sidan om Edsviken. Kummelby lydde i sin tur under Edsbergs säteri. Senare kallades Snickartorpet för Bergtorpet och omkring år 1800 ändrades namnet till Bergendal eller Bergdal. Den siste torparen dog 1852. Dagens stuga härrör från 1800-talets mitt.

### Herrgården
År 1910 förvärvades Bergendal av godsägaren, tändsticksdirektören och grosshandlaren Ragnar Liljenroth. Han var en av många välbärgade stockholmare som sökte sig utanför stadens gränser för att bygga herrgårdar, ofta på gamla torpställen. 1913 lät Liljenroth uppföra nuvarande herrgård med flygelbyggnader. Han anlitade arkitekt Francois Priffé, som ritade en 1700-tals inspirerad, slottsliknande herrgård i två våningar med säteritak. Gestaltningen är i en blandning av jugend och nationalromantik. Möbleringen gick i Svenskt Tenns och Josef Franks anda. Det gamla Snickartorpet fick stå kvar. På herrgården bodde Ragnar Liljenroth med hustru, två barn, fyra tjänare, en husa, flera trädgårdsarbetare och en chaufför fram till sin död 1944, då var han 75 år gammal.

### Kursgård och konferenshotell
År 1947 köptes Bergendal av Tjänstemännens centralorganisation (TCO), som förvandlade anläggningen till kursgård. Arkitekt Örjan Lüning anlitades för att göra gården större och anpassa tillbyggnaderna för kursverksamhet. Om- och tillbyggnaden pågick under flera år sedan början av 1960-talet och avslutades 1973. Resultatet blev en vid förgrenad anläggning med låga vita tegelbyggnader som sammankopplades med förbingelsebyggnader och placerades väst om herrgårdens huvudbyggnad.
Under 1990-talet förvandlades Bergendal till en hotell- och konferensanläggning med 117 hotellrum och 25 mötesrum som drivs under namnet Bergendal. Det gamla Snickartorpet finns fortfarande kvar, det är upprustat och fungerar idag som konferenslokal och plats för intima middagar.

## Bilder

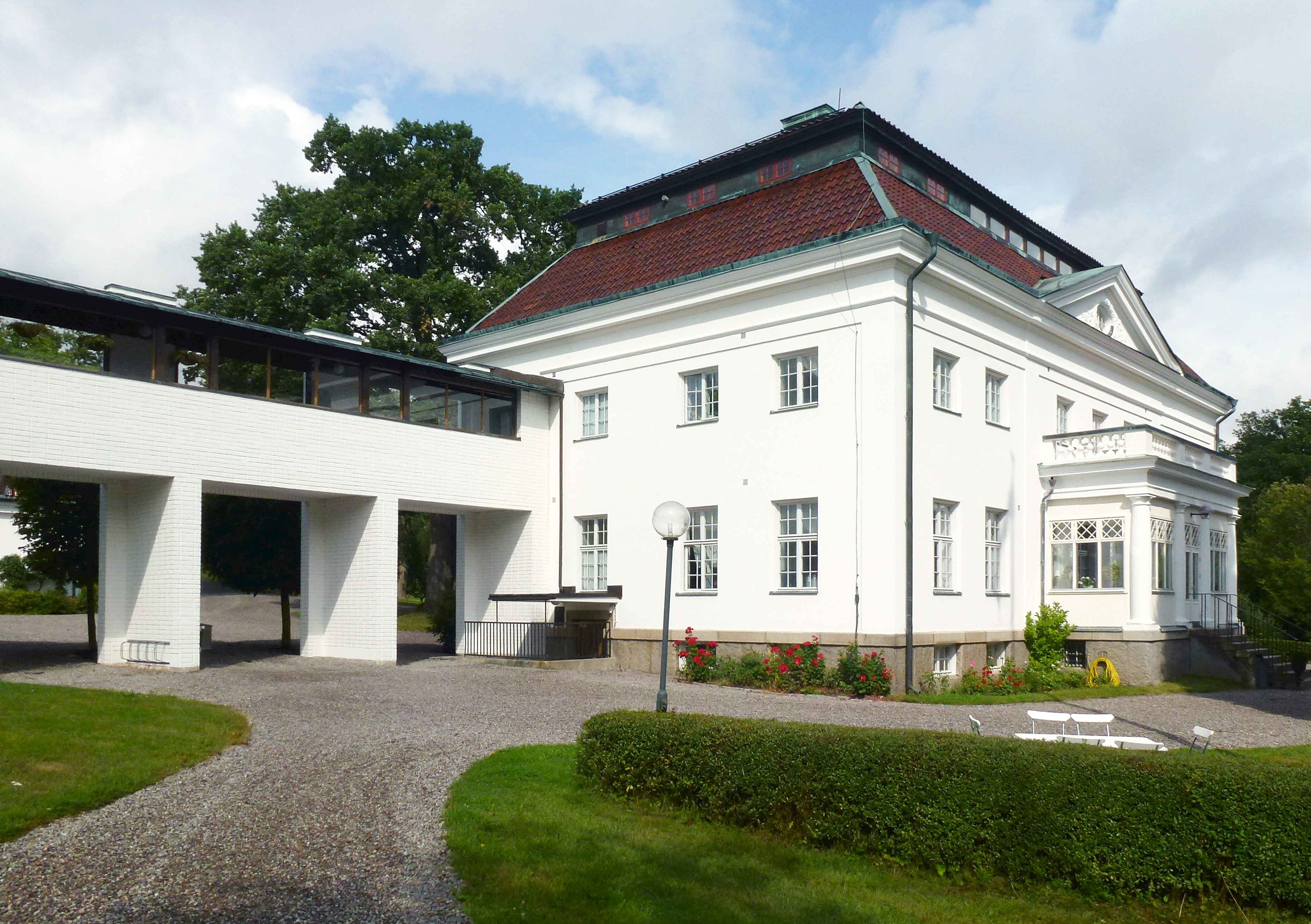
Herrgården med tillbyggnad
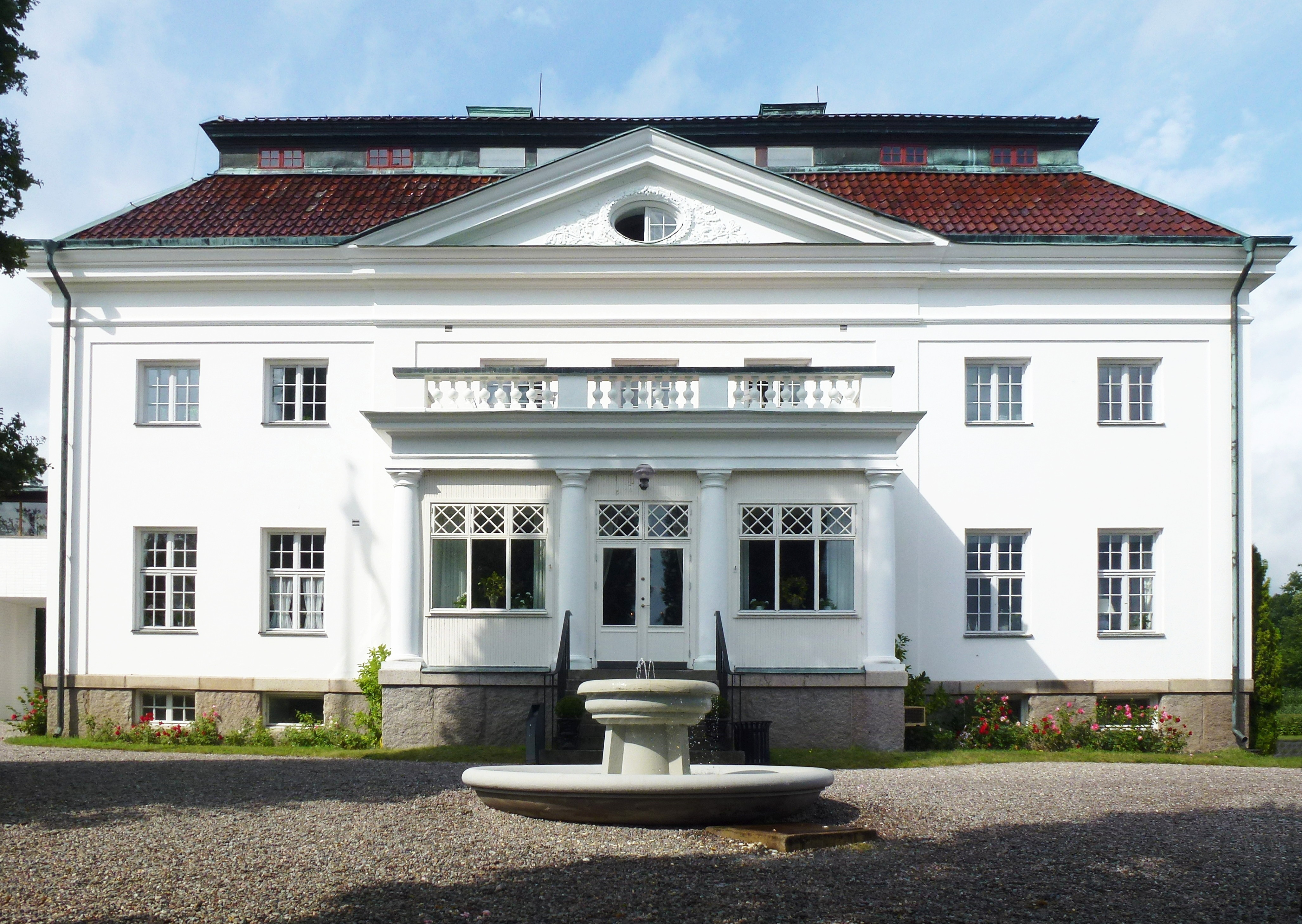
Herrgården, fasad mot Edsviken
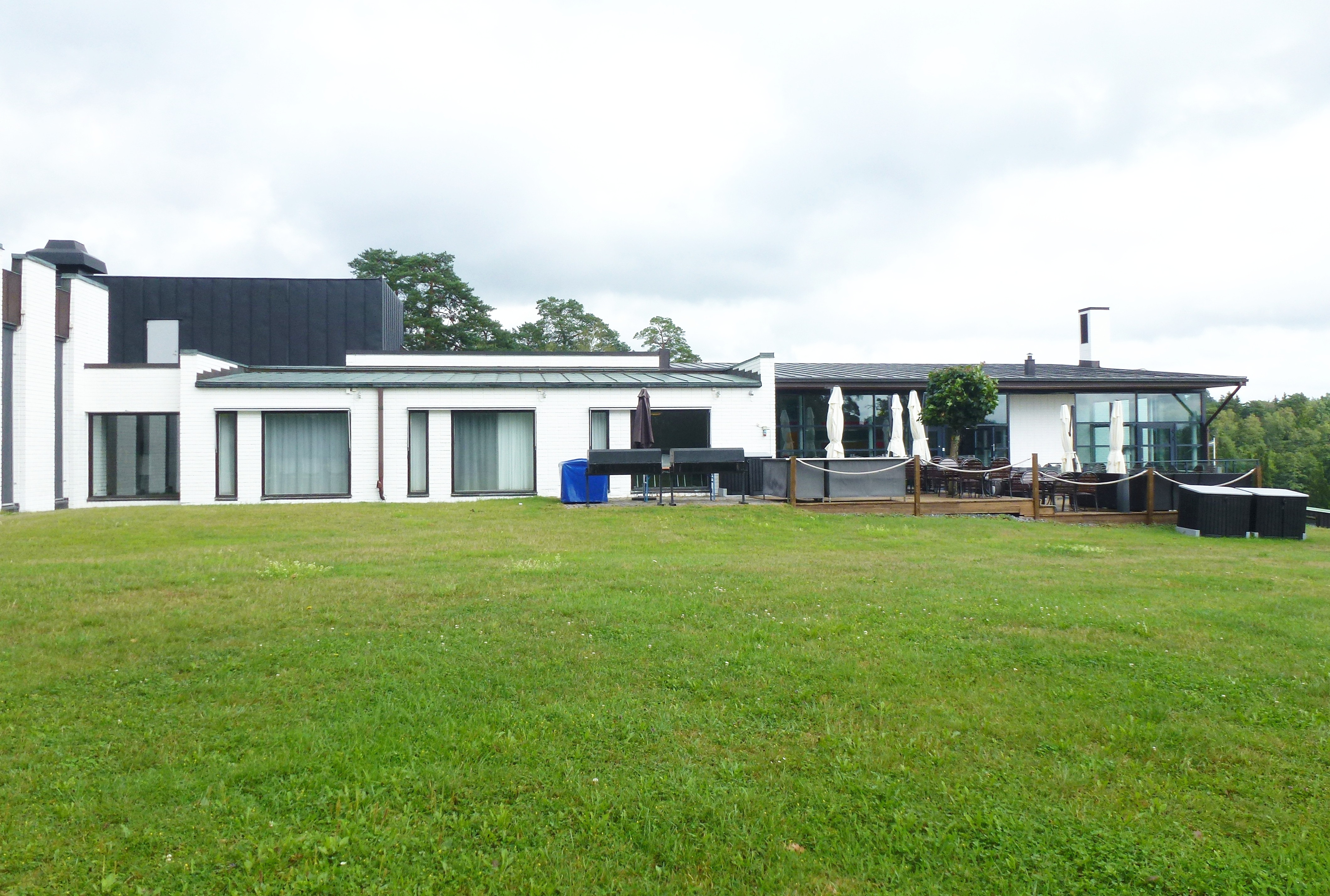
En av Örjan Lünings byggnader
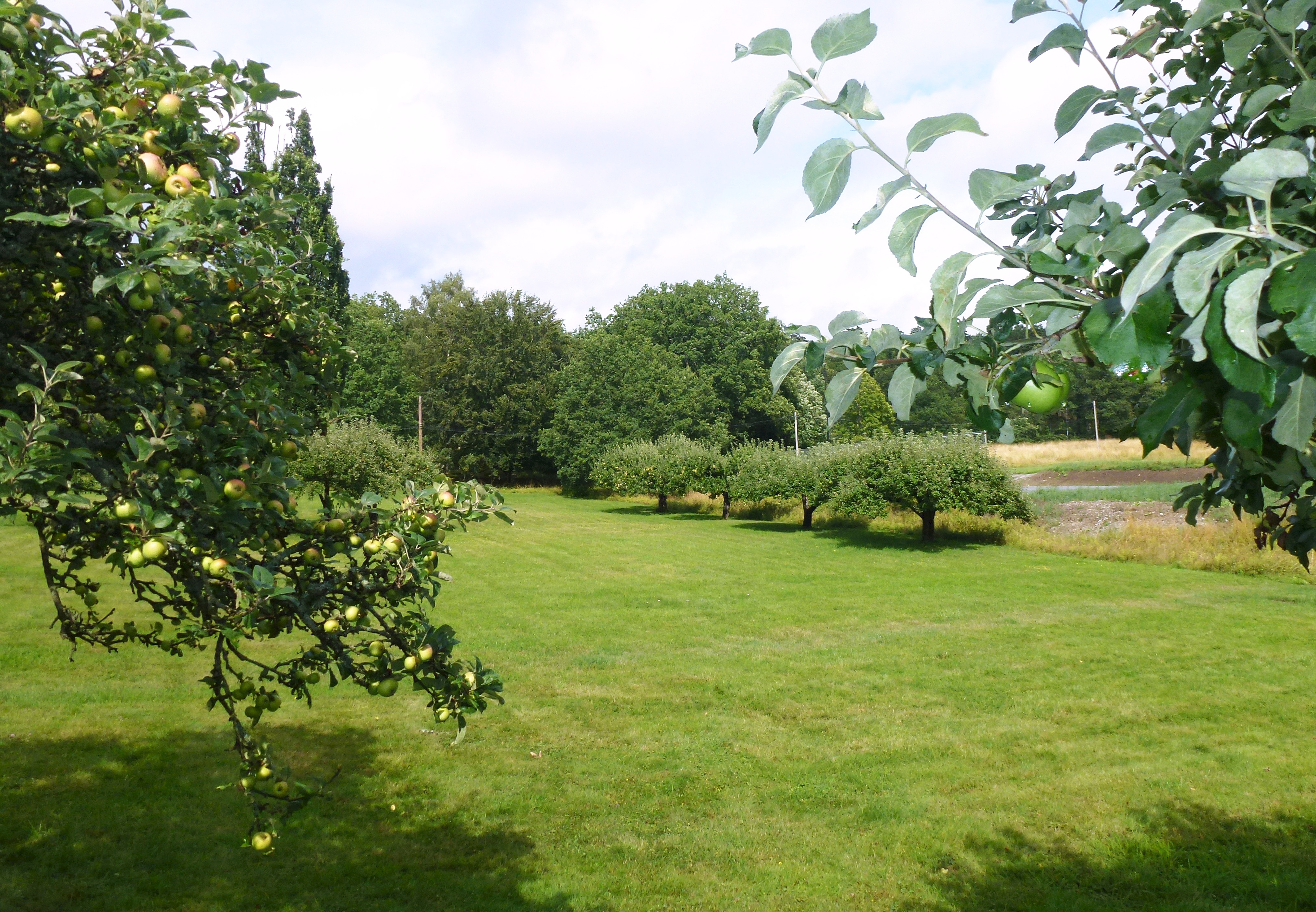
Parken med gamla äppelträd
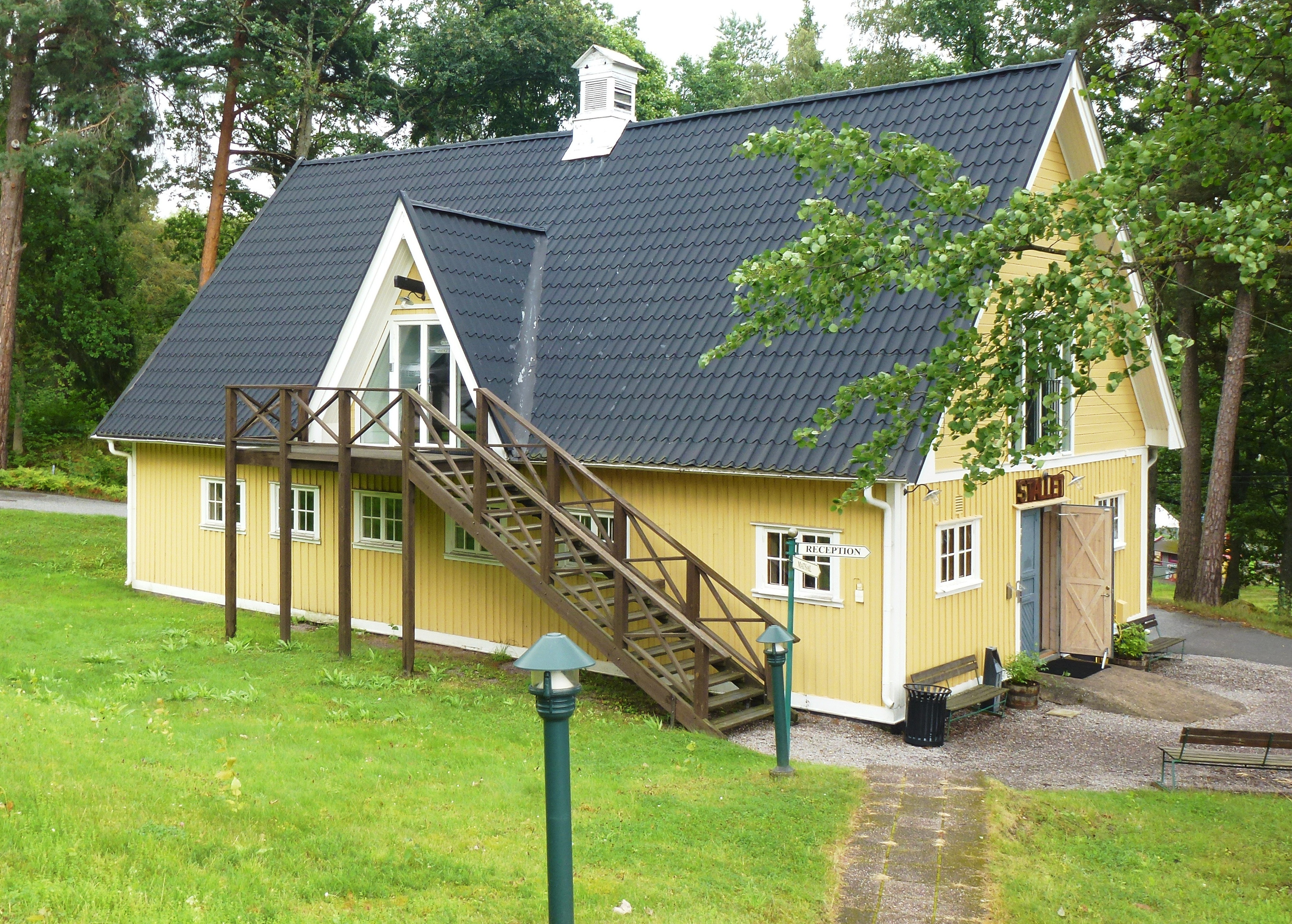
Stallet
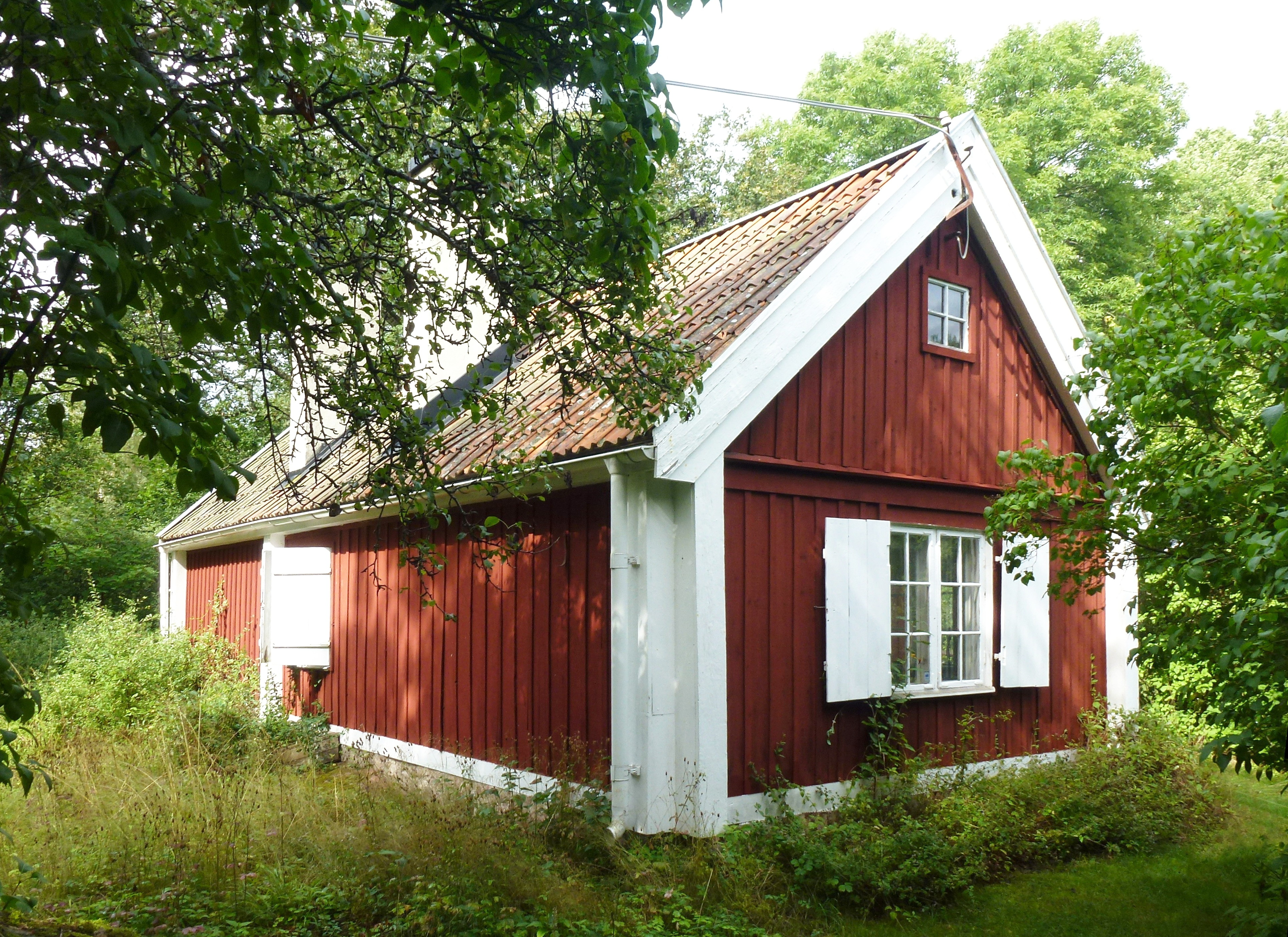
Snickartorpet
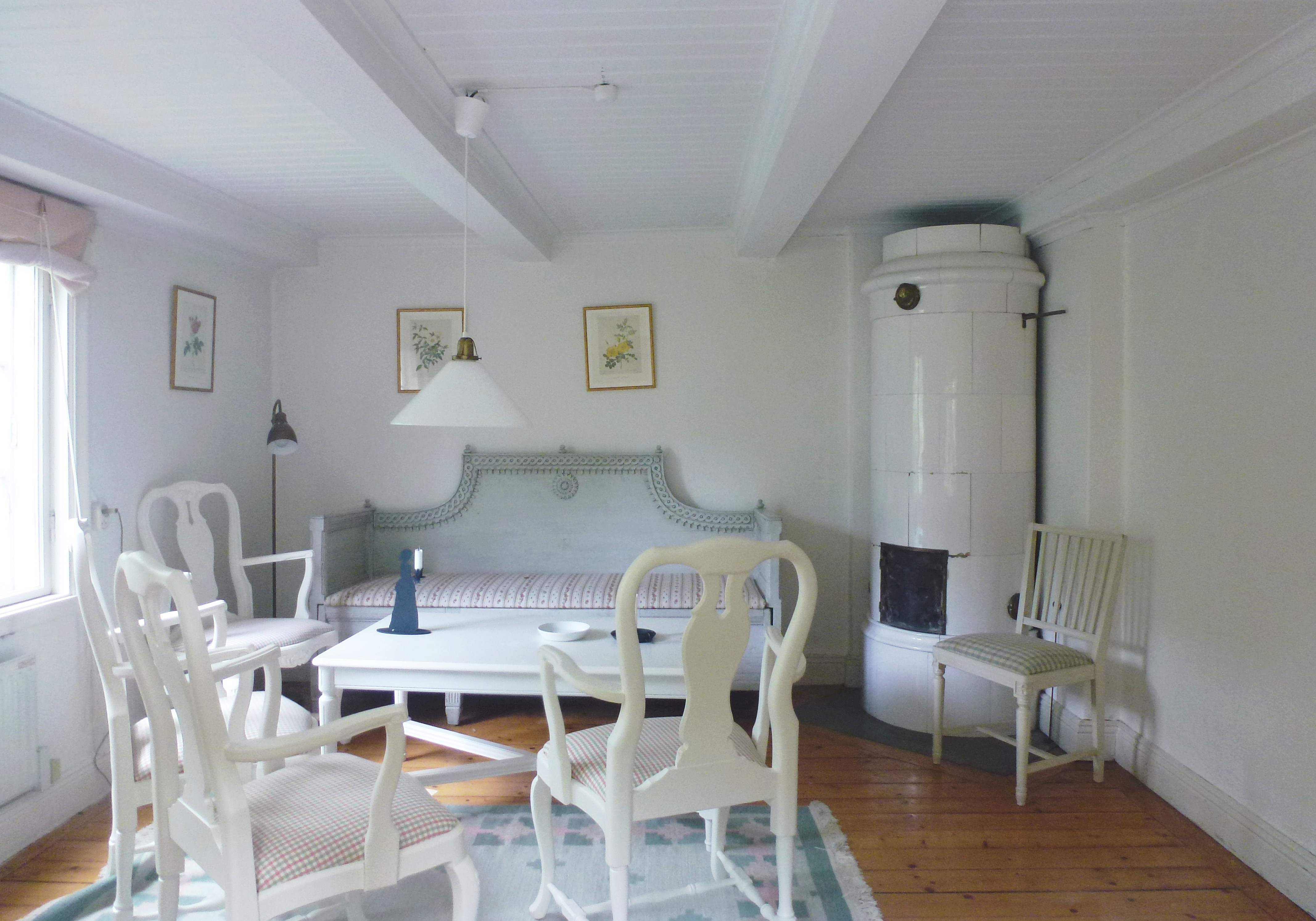
Snickartorpet, interiör
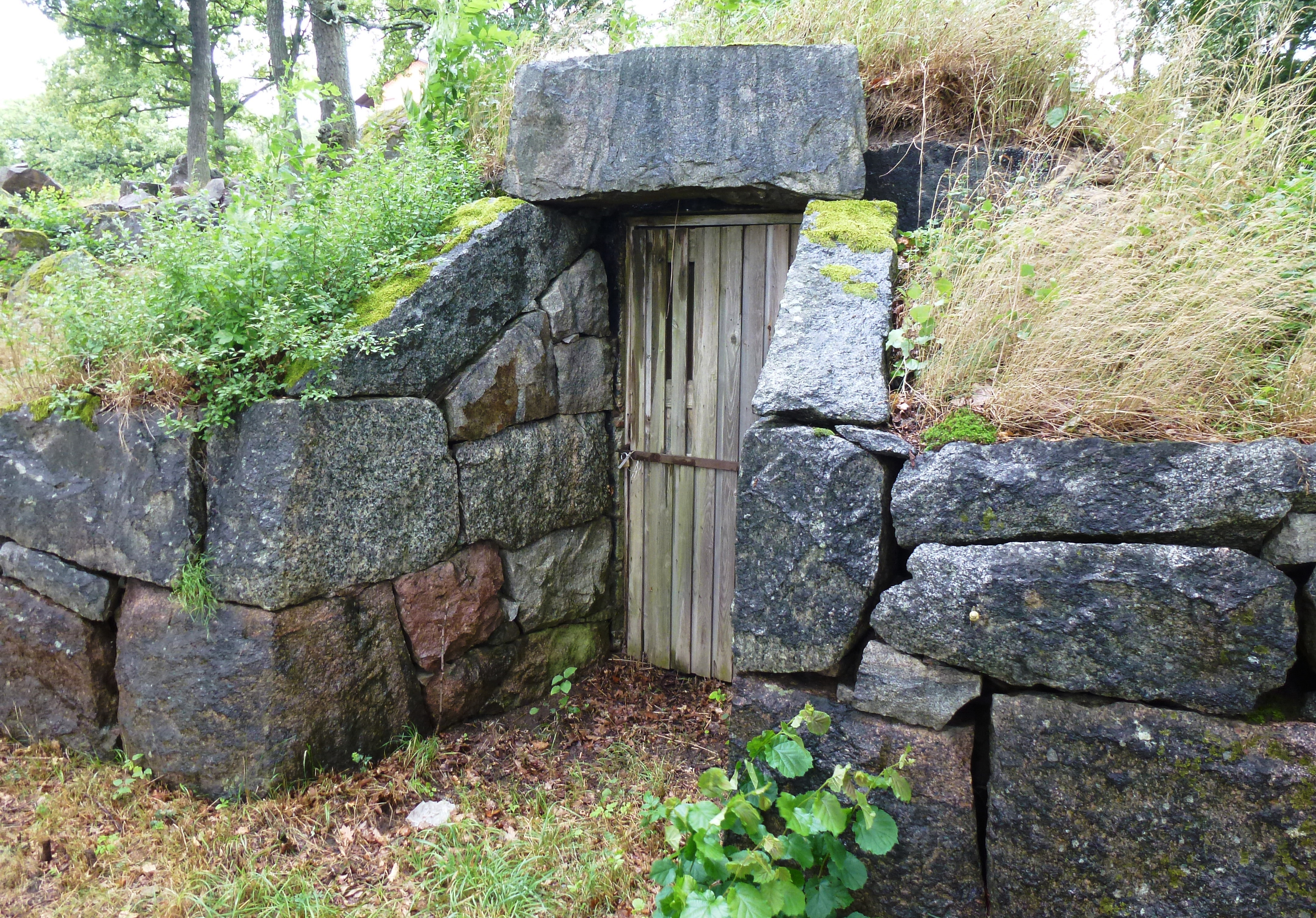
Bergendals gamla jordkällare